# ロケット軍
ロケット軍（ロケットぐん、英語: Rocket Force）は、長距離ミサイル（弾道ミサイル含む）を主装備としている軍の部隊。一部の国では軍種ともなっている。

## 軍種であるロケット軍の一覧
- 中国人民解放軍ロケット軍 - 中華人民共和国（旧称：中国人民解放軍第二砲兵部隊）
- 戦略ロケット軍 - ロシア
- 朝鮮人民軍戦略軍 - 朝鮮民主主義人民共和国（旧称：朝鮮人民軍戦略ロケット軍）
- 戦略ミサイル軍 - サウジアラビア